# Andra ytstridsflottiljen

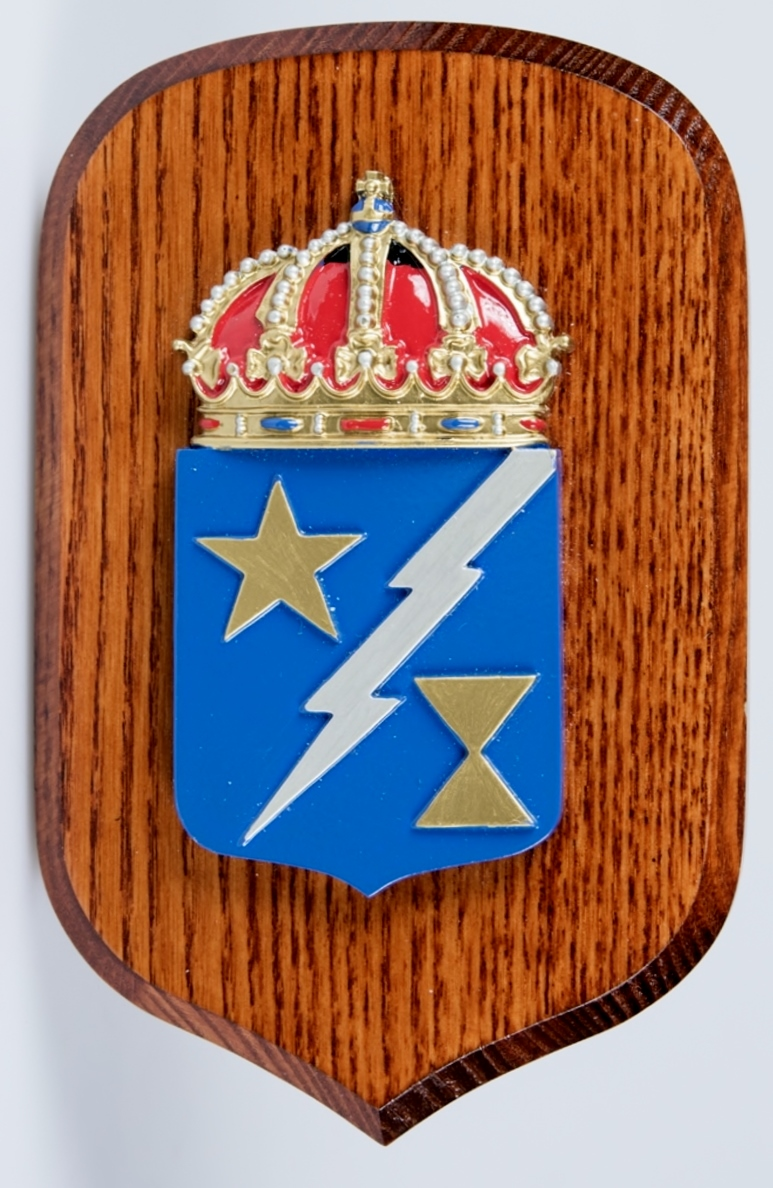
Vapensköld för andra ytrstridsflottiljen.

Andra ytstridsflottiljen (2. ysflj) eller 2. ytstridsflottiljen var ett ytstridsflottilj inom svenska marinen som verkade i olika former åren 1977–2004. Förbandsledningen var förlagd i Berga örlogsbas i Haninge garnison vid Hårsfjärden.

## Historik
Första ytattackflottiljen var ett fartygsförband, och bildades som ett grundutbildningsförband den 1 januari 1977 inom Kustflottan. Freds- och krigsförbandet var till en början identiskt med den tidigare 1.Jagarflottiljen, men gavs ny organisation och numrering 1983. Ytattackflottiljen ersatte den tidigare jagarflottiljen som huvudstridsförband inom sjöstridskrafterna.
Första ytattackflottiljen grundutbildade under perioden 1977–1982 personal för två ytattackflottiljer i krigsorganisationen. Dessa benämndes 1. ytattackflottiljen och 2. ytattackflottiljen. De två var initialt identiska med de tidigare krigsförbanden Första jagarflottiljen och Andra jagarflottiljen.
Från 1983 satte även Första ytattackflottiljen upp Andra ytattackflottiljen i krigsorganisationen, detta förband var till stora delar identiskt med förutvarande krigsförbandet 1. jagarflottiljen. Den nyuppsatta grundutbildningsförbandet 4. ytattackflottiljen satte från 1983 upp krigsförbandet 3. ytattackflottiljen i krigsorganisationen, detta förband var till stora delar identiskt med förutvarande krigsförbandet 2. ytattackflottiljen (tidigare 2. jagarflottiljen). 4. ytattackflottiljen bytte namn till 3. ytstridsflottiljen den 1 juli 1994 och övertog då krigsförbandets numrering även i grundorganisationen.
Den 1 juli 1994 bytte flottiljen bytte namn till Andra ytstridsflottiljen, och övertog då krigsförbandets numrering även i grundorganisationen. Detta genom att samtliga förband och enheter inom Försvarsmakten kaderorganiserade, och fick en fast organisation. Flottiljen ingick i en tidigare organisation av den svenska flottan där de olika flottiljerna var indelade efter uppgifterna ytstrid, ubåtstjänst och minkrig. Andra ytattackflottiljen övertog den roll och de uppgifter 1. ytattackflottiljen tidigare innehaft. Vilken i sin tur leder sitt ursprung från 1. jagarflottiljen. Den 1 januari 1998 antogs namnet 2. ytstridsflottiljen.
Inför försvarsbeslutet 2004 pågick ett utvecklingsarbete inom Försvarsmakten gällande sjöstridskrafternas framtida flottiljorganisation. Där minkrigs- och ytstridsflottiljerna skulle anta en nya flottiljorganisation, sjöstridsflottiljer. Varje flottilj skulle inneha alla de funktioner som svenska örlogsfartyg, förutom ubåtar, samt hantera ytstrid, ubåtsjakt och minkrig. I regeringens förslag till riksdagen ansåg regeringen att tyngdpunkten för marinens verksamheten borde finnas i Karlskrona i sydöstra Sverige. Det byggde på en större omorganiseringar av marinen, vilket i sig resulterade en större reduktion av marinens insatsorganisation. På ostkusten fanns inför försvarsbeslutet en marinbas med tre flottiljer. Regeringens förslag till riksdagen byggde på att Ostkustens marinbas och Andra ytstridsflottiljen skulle utgå ur freds- och insatsorganisationen, samt att förbandsledningen för Första ubåtsflottiljen skulle omlokaliseras till Karlskrona. Fördelningen av fartyg ingående i de nya sjöstridsflottiljerna överlät regeringen till Försvarsmakten att besluta om. Den 31 december 2004 avvecklades Andra ytstridsflottiljen, från och med 1 januari 2005 övergick ytstridsflottiljen till en avvecklingsorganisation fram till dess att avvecklingen skulle vara slutförd senast den 30 juni 2006.
I den nya organisationen skulle Andra ytstridsflottiljens fartyg fördelades mellan Tredje sjöstridsflottiljen och Fjärde sjöstridsflottiljen. Under grundutbildningen 2005 kom dock samtliga fartyg från Andra ytstridsflottiljen att lyda under chefen för Fjärde sjöstridsflottiljen. Vid en ceremoni den 11 januari 2005, halades flottiljens flagga på Berga. Detta skedde i och med att avgående chefen för Andra ytstridsflottiljen lämnade över fartyg och besättningar till och chefen för Fjärde sjöstridsflottiljen. Kvar blev Andra ytstridsflottiljens avvecklingsorganisation som verkade med att administrera avvecklingen av staben för Andra ytstridsflottiljen, vilken enligt riksdagsbeslutet skulle upplösas senast den 30 juni 2006. Den 25 augusti 2005 hölls en minnesceremoni för flottiljens personal.

## Verksamhet
Ytattackflottiljen kunde lösa följande marina företagstyper (sjömilitära uppgifter):
- Anfallsföretag
- (Ubåtsjaktföretag med mycket begränsad förmåga efter det att jagarna utgått och innan kustkorvetterna slutlevererats)
- Mineringsföretag
- (Eskortföretag med begränsad förmåga efter det att jagarna utgått och innan kustkorvetterna slutlevererats)
- Spaningsföretag

## Ingående enheter
1. ytattackflottiljen ingick i Kustflottan. Flottiljstaben bestod av flottiljchef, flottiljadjutanter, flottiljingenjör. Staben var i fredsorganisationen till del sjögående normalt på HMS Halland eller HMS Småland och till del landbaserad i den så kallade Gula Villan vid Berga örlogsskolor. I krig till del sjögående på HMS Halland och till del landbaserad i anslutning till Marinkommando/Örlogsbas. Från den 1 juli 1994 speglades krigsorganisationen med fredsorganisationen fram till den 30 juni 2000. Från den 1 juli 2000 till att förbandet avvecklades den 31 december 2004, var flottiljen ett utbildningsförband, som utbildade förband till Försvarsmaktens insatsorganisation. Förbanden bemannades av värnpliktig personal från hela Sverige, men med koncentration till Mälardalen och Sydsverige.

### Fredsorganisation

#### Åren 1977-1982
- Chefen 1. ytattackflottiljen med stab: J 18 HMS Halland (1977-78, 1980-81) eller J 19 HMS Småland  (1979)
  - 11. torpedbåtsdivisonen:  4-5 torpedbåtar typ Spica eller Norrköping klassen
  - 13. torpedbåtsdivisonen:  3 torpedbåtar typ Norrköping
  - 3. patrullbåtsdivisionen (1979 - 1982-12-08):  Patrullbåtar av Huginklass
  - Provturskommando torpedbåt typ Spica (upphörde 1977-03-23).
  - Provturskommando robotbåt typ Norrköping (1981-10-12 - 1982-12-08 därefter övergång till 4. ytattackflottiljen).

#### Åren 1983-1991
- Chefen 1. ytattackflottiljen med stab
  - 10. kustkorvettdivisionen (from 1986-05-05): 2 kustkorvetter typ Stockholm
  - 11. robotbåtsdivisionen (from 1983-12-08): 2-3 robot- eller torpedbåtar typ Norrköping  samt 1-2 torpedbåtar typ Spica. Efter 1985 3 robotbåtar typ Norrköping
  - 13. patrullbåtsdivisionen (from 1982-12-09): 3 patrullbåtar typ Hugin
  - 1. trängdivisionen (1988-10-01 - 1988-12-31): 2 bogserbåtar typ Ajax
  - 14. trängdivisonen (1989-01-01 - 1992-12-31): 1 bogserbåt typ Ajax
  - Provturskommando kustkorvett typ Göteborg (1989-04-12 - 1994-06-30): kustkorvetter typ Göteborg
  - Provturskommando bojbåt/1:a bojbåtsdivisionen (första halvåret 1991), därefter 1. ubåtsflottiljen): bojbåtar typ Ejdern

#### Åren 1992-1994
- Chefen 1. ytattackflottiljen med stab
  - 10. kustkorvettdivisionen: 2 kustkorvetter typ Göteborg
  - 11. robotbåtsdivisionen:  3 robotbåtar typ Norrköping
  - 13. patrullbåtsdivisionen:  3 patrullbåtar typ Hugin
  - 14. trängdivisonen: 1 bogserbåt typ Ajax

#### Åren????-2004
- Chefen 2. ytstridsflottiljen med stab
  - Staben/Laget: Var fram till 1999 av dels ombord på HMS Gålö och landbaserat. 1999 omfördelades HMS Visborg till 2. ysflj och stab samt laget baserades ombord.
  - 20. kustkorvettsdivisionen: HMS Göteborg, HMS Gävle, HMS Kalmar och HMS Sundsvall
  - 21. robotbåtsdivisionen: Bestod av robotbåtarna HMS Piteå, HMS Halmstad och HMS Luleå
  - 23. patrullbåtsdivisionen: Bestod av patrullbåtarna HMS Snapphanen, HMS Starkodder, HMS Styrbjörn och HMS Väktaren

### Krigsorganisation

#### Åren 1977-1982
- Chefen 1. ytattackflottiljen med stab: J 18 HMS Halland
  - 11. jagardivisionen: J 18 HMS Halland, J 22 HMS Gästrikland, J 23 HMS Hälsingland
  - 11. torpedbåtsdivisionen: T 131 HMS Norrköping, T 132 HMS Nynäshamn, T 133 HMS Norrtälje, T 134 HMS Varberg, T 135 HMS Västerås, T 136 HMS Västervik

#### Åren 1983-1985
- Chefen 2. ytattackflottiljen med stab: J 18 HMS Halland
  - 21. torpedbåtssdivisionen: R 137 HMS Umeå, R 138 HMS Piteå, R 139 HMS Luleå, R 140 HMS Halmstad, R 141 HMS Strömstad, R 142 HMS Ystad
  - 23. patrullbåtsdivisionen: P 159 HMS Kaparen, P 160 HMS Väktaren, P 161 HMS Snapphanen, P 162 HMS Spejaren, P 150 HMS Jägaren (reservfartyg 1977-88)

#### Åren 1986-1992
- Chefen 2. ytattackflottiljen med stab
  - 20. kustkorvettsdivisionen: K 11 HMS Stockholm, K 12 HMS Malmö
  - 21. robotbåtssdivisionen: R 137 HMS Umeå, R 138 HMS Piteå, R 139 HMS Luleå, R 140 HMS Halmstad, R 141 HMS Strömstad, R 142 HMS Ystad
  - 23. patrullbåtsdivisionen: P 159 HMS Kaparen, P 160 HMS Väktaren, P 161 HMS Snapphanen, P 162 HMS Spejaren, P 150 HMS Jägaren (reservfartyg 1977-88)

#### Åren 1992-1994
- Chefen 2. ytattackflottiljen med stab
  - 20. kustkorvettsdivisionen: K 21 HMS Göteborg, K 22 HMS Gävle, K 23 HMS Kalmar, K 24 HMS Sundsvall
  - 21. robotbåtssdivisionen: R 137 HMS Umeå, R 138 HMS Piteå, R 139 HMS Luleå, R 140 HMS Halmstad, R 141 HMS Strömstad, R 142 HMS Ystad
  - 23. patrullbåtsdivisionen: P 159 HMS Kaparen, P 160 HMS Väktaren, P 161 HMS Snapphanen, P 162 HMS Spejaren

## Förläggningar och övningsplatser
1. ytattackflottiljen (före detta 1. jagarflottiljen) sedermera 2. ytattackflottiljen utgångsbaserade i krigsorganisationen inom Södertörnsbasen (SörB) inom Ostkustens örlogsbas (ÖrlbO), senare Ostkustens marinkommando (MKO).

## Heraldik och traditioner

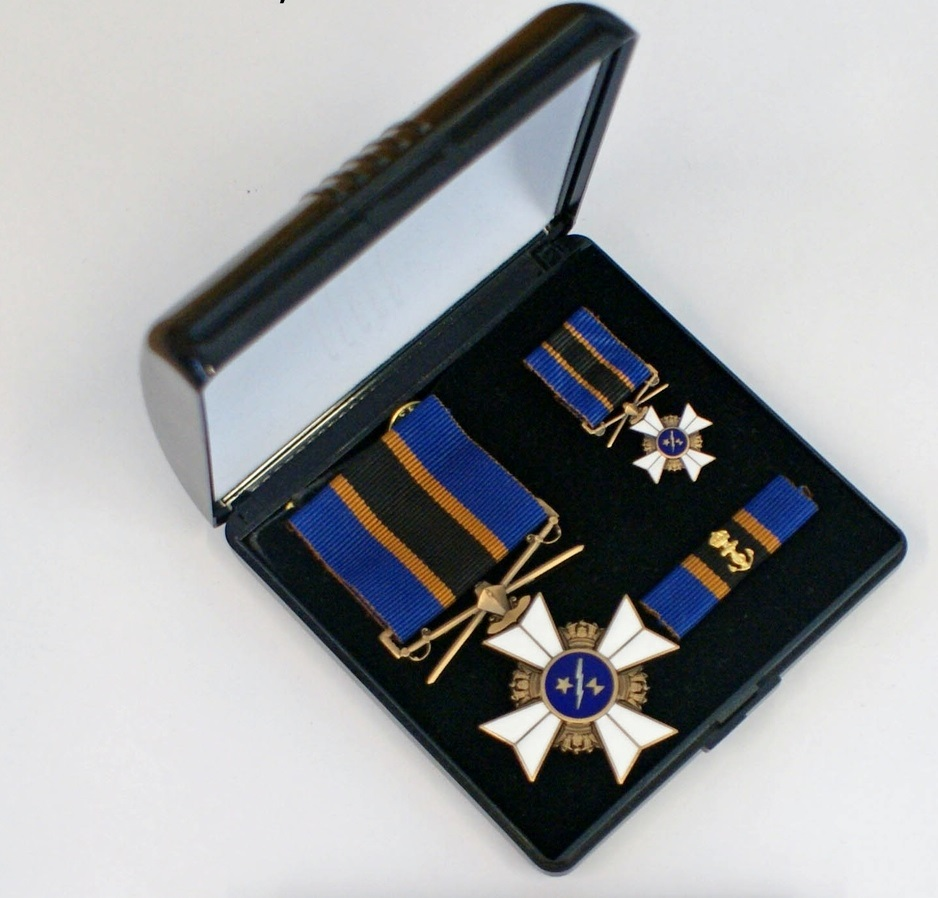
Andra Ytstridsflottiljens (2.ysflj) minnesmedalj (2. YsfljMM).

När 2. ytattackflottiljen bildades den 1 juli 1994, antog förbandet ett nytt heraldiskt vapen, "Blått fält, ginbalksvis styckat av en nedåtgående blixt i siler; det övre fältet belagt med en femuddig stjärna, det nedre med två stolpvis ställda motstående trianglar, allt av guld. Skölden krönt av en kunglig krona". Den 30 juni 1994 antogs "Fladdrande fanor" (Widqvist) som förbandsmarsch, vilken fastställdes den 13 juni 1996 som förbandsmarsch för Andra ytstridsflottiljen. Marschen övertogs 2005 av Tredje sjöstridsflottiljen.
Den 30 april 1996 tilldelades flottiljen en svensk tretungad flagga av ÖB Owe Wiktorin, vilken överlämnades på Artillerigården i Stockholm. I samband med Hennes majestät drottningens födelsedag den 23 december 2004 genomförde Andra ytstridsflottiljens sista salutskjutning från salutstationen på Skeppsholmen. Salutledare var kapten Fredrik Överby. Salutbesättningen bestod av personal från ytstridsflottiljens korvetter samt lagfartyg. I samband med att flottiljen avvecklades hölls en minnesceremoni den 25 augusti 2005 för flottiljens personal. Under ceremonin avtäcktes flottiljens minnesristning vid hamnen på Berga, och efter ceremonin tilldelades flottiljens personal Andra ytstridsflottiljens minnesmedalj i guld (2. YsfljMM).

## Materiel vid förbandet
Huvudstridsmedel var initialt tung (53 cm) torped, medelsvårt (12 cm) och lätt (40 och 57 mm) allmålsartilleri, antiubåtsraketer och anitubåtsgranater, sjunkbomber samt minor, Luftvärnsrobot 07 och sjömålsroboten 08. År 1982 utgick Robot 07 och tunga antiubåtsgranater (30,5 cm) när landskapsjagarna typ Östergötland utrangerades, men i stället tillfördes Robot 12 med patrullbåt typ Hugin. År 1983 tillfördes Robot 15 och moderna sensor och ledningssystem på de moderniserade robotbåtarna typ Norrköping. Dessutom tillkom lätta antiubåtsgranater m/83. År 1985 tillkom lätt ubåtsjakttorped på kustkorvett typ Stockholm. År 1986 utgick 12 cm artilleri, robot 08 och antiubåtsraketer när den sista landskapsjagaren typ Halland utgick. Vid ceremoni den 11 januari 2005 överfördes en divisionsstab, samt korvetterna HMS Göteborg, HMS Gävle, HMS Kalmar, HMS Sundsvall och stödfartyget HMS Visborg till Fjärde sjöstridsflottiljen. Efter utbildningsåret 2005 överfördes två av korvetterna till Tredje sjöstridsflottiljen i Karlskrona. Två korvetter samt lagfartyget HMS Visborg kvarstod i Berga/Muskö området under Fjärde sjöstridsflottiljens befäl.

## Förbandschefer
Chefer verksamma vid flottiljens grundorganisationen.. Normalt var kustflottans flaggkapten krigsplacerad som chef för den ena ytattackflottiljen åren 1977–1982.

- 1977–1979: Kommendör Hans Tynnerström
- 1979–1980: Kommendör Göran Wallén
- 1980–1980: Kommendör Gunnar Bengtsson
- 1981–1982: ???
- 1983–1984: Kommendör Ulf Adlén
- 1985–1985: Kommendör Lars Thomasson
- 1986–1988: Kommendör Peter Nordbeck
- 1989–1989: Kommendör Anders Malmgren
- 1990–1994: Kommendör Göran Frisk
- 1994–1996: Kommendör Stefan Engdahl
- 1996–1998: Kommendör Göran Larsbrink
- 1998–2000: Kommendör Bo Wallander
- 2000–2002: Kommendör Odd Werin
- 2002–2004: Kommendör Peter Bager
- 2004–2004: Kommendör Håkan Magnusson

## Namn, beteckning och förläggningsort
| 1. ytattackflottiljen   | 1977-01-01 | – | 1994-07-30 |
| 2. ytattackflottiljen   | 1994-07-01 | – | 1997-12-31 |
| 2. ytstridsflottiljen   | 1998-01-01 | – | 2004-12-31 |
| Avvecklingsorganisation | 2005-01-01 | – | 2006-06-30 |

| 1. yaflj    | 1977-01-01 | – | 1994-07-30 |
| 2. yaflj    | 1994-07-01 | – | 1997-12-31 |
| 2. ysflj    | 1998-01-01 | – | 2004-12-31 |
| AO 2. ysflj | 2005-01-01 | – | 2006-06-30 |

| Haninge garnison/Berga örlogsbas | 1977-01-01 | – | 2006-06-30 |

## Galleri

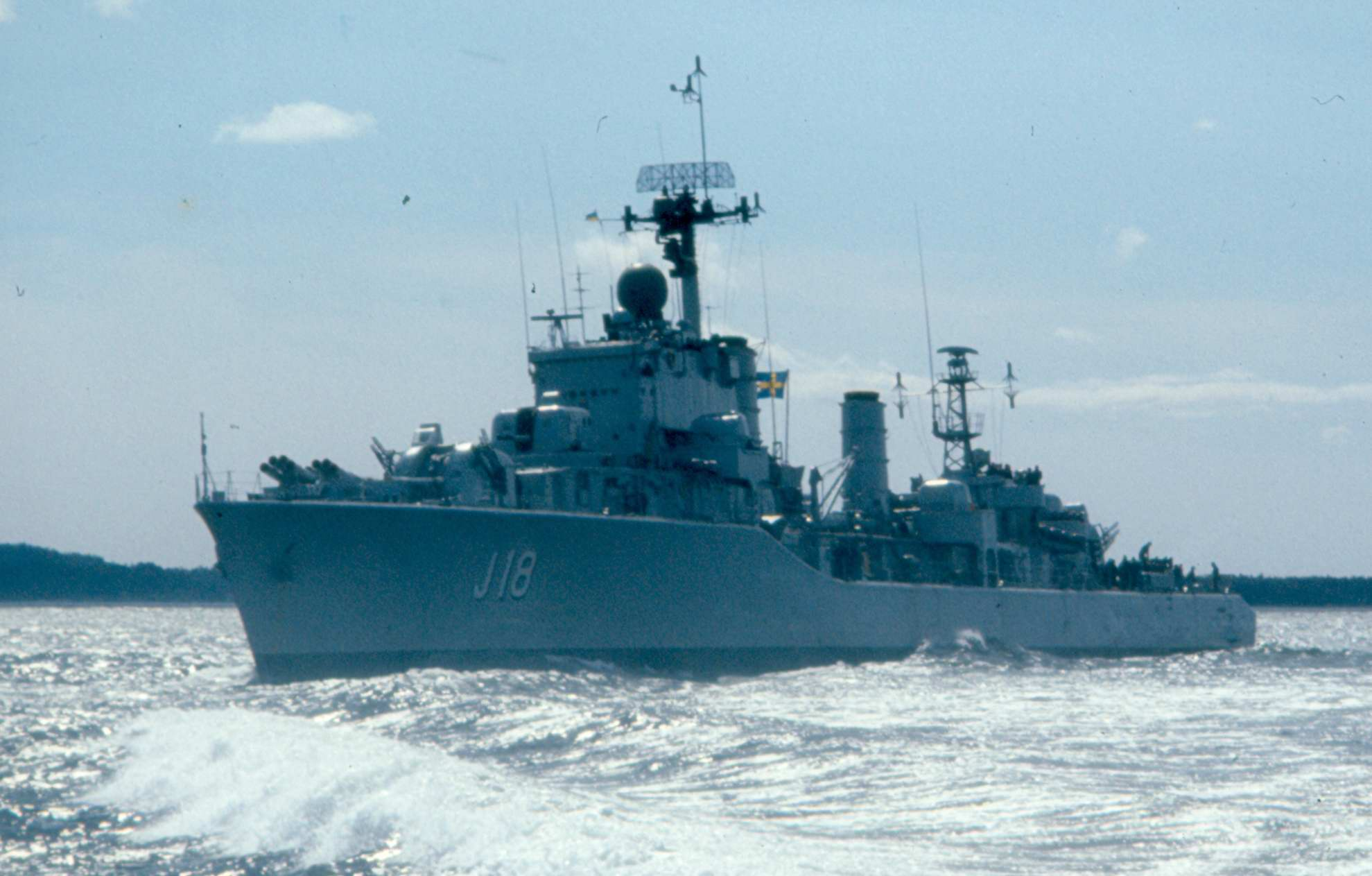
HMS Halland (J18) sommaren 1980
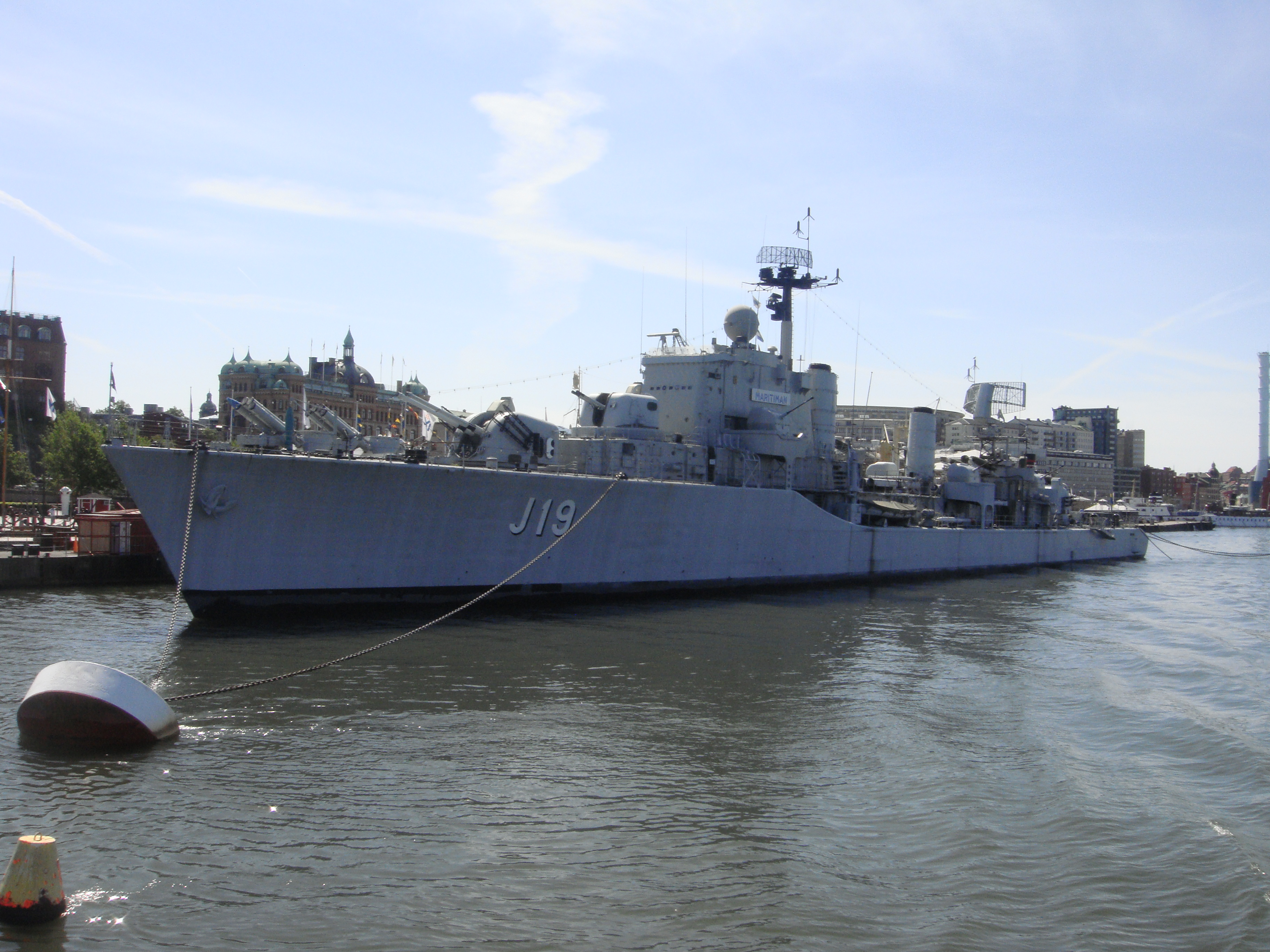
HMS Småland (J19) som museifartyg i Göteborg 2009
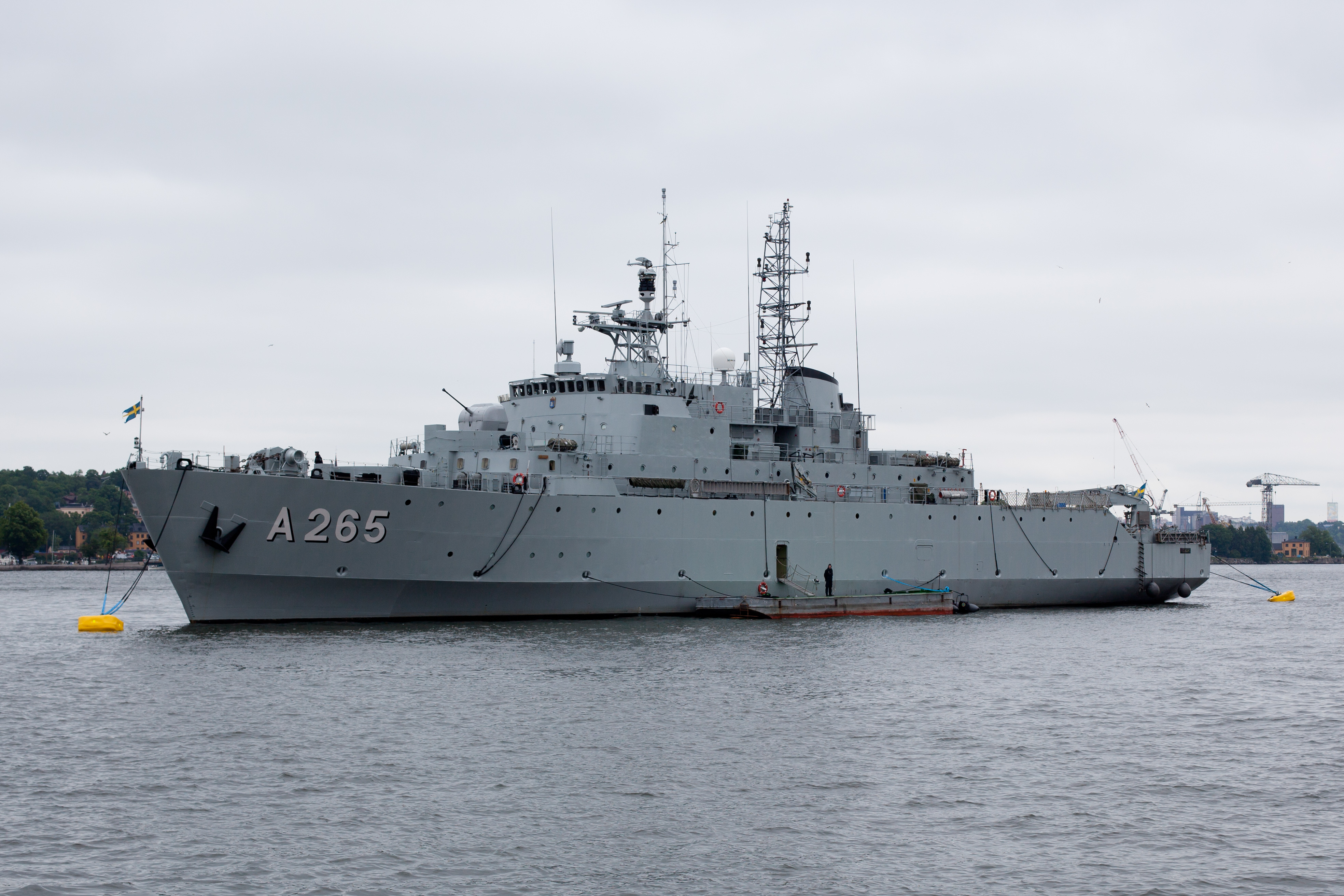
HMS Visborg (A265) på besök i Stockholm 2010
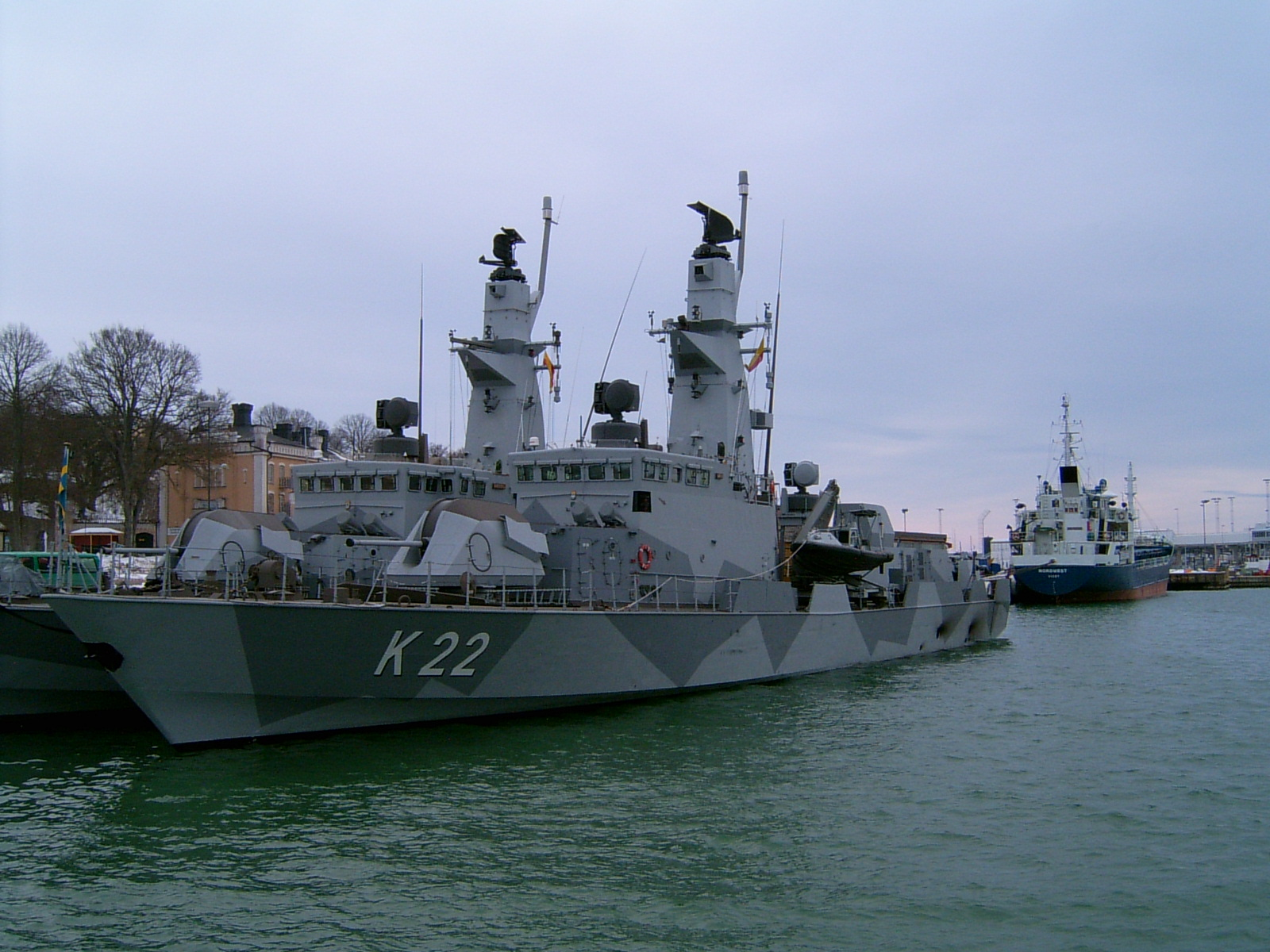
HMS Gävle (K22) på besök i Visby 2006
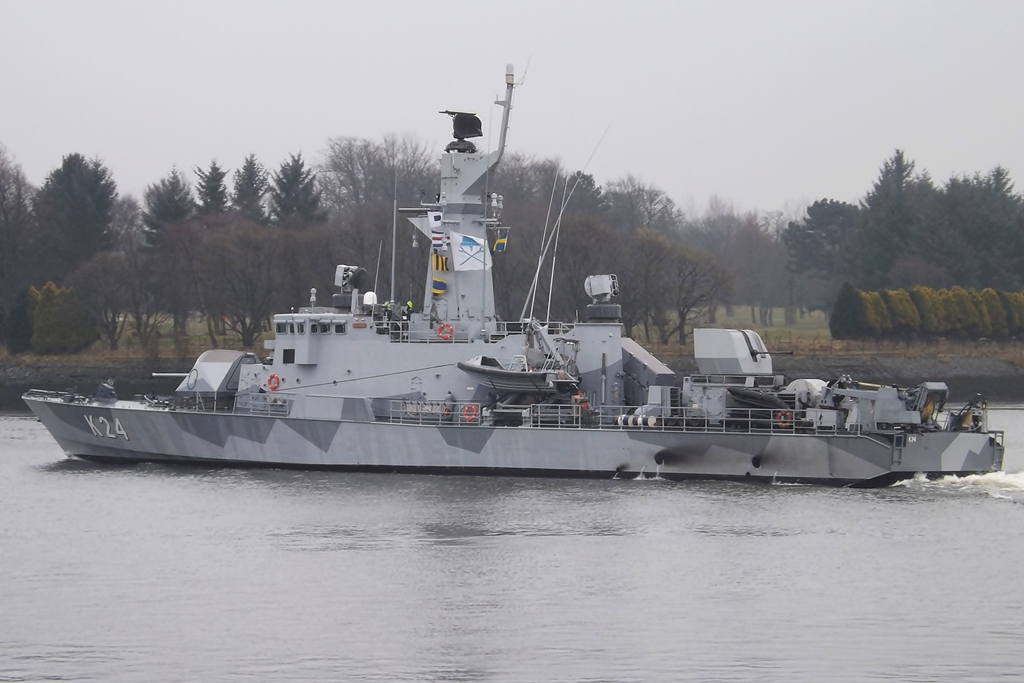
HMS Sundsvall (K24)